# Un po' artista un po' no (телепередача)
Un po' artista un po' no (укр. «Трохи артист, трохи ні») — авторська музична телепередача-вар'єте італійського співака і кіноактора Адріано Челентано, що вийшла 1981 року.

## Опис
Телепередача транслювалася на державному телеканалі Rai 1. Вона містила музичні вистави на зразок кліпів до пісень Адріано Челентано. У зніманні брали участь акторки Орнелла Муті і Міллі Карлуччі. Назвою передачі послужили однойменні альбом і пісня Челентано 1980 року.
Протягом передачі Челентано виконав пісні «Non se ne parla nemmeno», «Se non è amore», «Un po' artista un po' no» — зі свого альбому «Un po' artista un po' no» 1980 року. І пісні з альбому «Deus» 1981 року — «Deus» і «L'artigiano». Крім нових на той час пісень, співак виконав і старі свої хіти — «Prisencolinensinainciusol» (1972) і «Il ragazzo della via Gluck» (1966).
У передачі були використані фрагменти з фільмів Челентано — комедії «Ось рука» (1980), де грала пісня «Get Ready» і мюзиклу «Юппі-Ду» (1975) з виконанням композиції «La passerella». Також передача містила інтерв'ю Челентано і Орнелли Муті.

## Творці передачі
- Режисер — Адріано Челентано
- Постановка — Адріано Челентано
- Ведучі — Джанні Міна, Аньєзе Вільфредо, Міллі Карлуччі, Брунелла Ланаро
- Оператори — Тоніно Маккоппі, Бенедетто Спампінато, Альдо К'яппін, Армандо Больцоні
- Звукооператори — Массімо Лоффреді, Франко К'яппін, Паоло Васкон
- Монтаж — Ріккардо Пінтус